# Nichika Ōmori
Nichika Ōmori (大森 日雅 Ōmori Nichika?) es una actriz de voz japonesa de la prefectura de Nagano que está afiliada a Across Entertainment. Después de graduarse de la escuela de actuación, hizo su debut como actriz de voz como el personaje de Yurika Nijino en la serie de anime Invaders of the Rokujouma!?. También es conocida por sus papeles de Asahi Kuga en Seven Senses of the Re'Union y Yurine Hanazono en Jashin-chan Dropkick.

## Primeros años y carrera
Ōmori nació en la prefectura de Nagano el 15 de octubre de 1994. De niña, aprendió a tocar el piano a la edad de dos años, y tenía interés en series de anime como Sailor Moon; mientras estaba en el jardín de infancia, imitaba con frecuencia al personaje de Sailor Moon y "deseaba convertirse en una niña mágica". También veía Gundam con sus cuatro hermanos mayores, pero no se consideraba fanática de la serie hasta que llegara a la escuela secundaria. Tenía el deseo de participar en una obra de teatro escolar de Journey to the West, pero su maestra le decía que probara concursos de narración y oratoria en su lugar.
Durante sus años de escuela secundaria, Ōmori fue a Victoria, Columbia Británica para estudiar. Fue durante su estancia en Canadá cuando decidió convertirse en actriz de voz. Después de regresar a Japón, se matriculó en una escuela de actuación dirigida por la agencia de talentos Pro-Fit. Posterior a graduarse de la escuela, se unió a la agencia de talentos Link Plan. En 2014, hizo su debut como actriz de doblaje, interpretando el papel de Yurika Nijino en la serie de anime Invaders of the Rokujouma!?.
Ōmori continuaría desempeñando papeles principales o secundarios en el anime, como Noa Sakura en Pan de Peace, Chiri Tsukikawa en PriPara, y Chiya Sakagami en Mahou Shoujo Nante Mouiidesukara. En 2018, interpretó los papeles de Hina Kiga en Seven Senses of the Re'Union y Yurine Hanazono en Jashin-chan Dropkick. Ella, junto con sus coprotagonistas de Jashin-chan Dropkick, también interpretaron el tema de apertura de la serie "Ano Ko ni Dropkick" (あの娘にドロップキック Ano Ko ni Doroppukikku?).
El 1 de marzo de 2021, se transfirió a Across Entertainment.
El 17 de octubre de 2023, Ōmori anunció su matrimonio con el productor musical Yunomi.

## Filmografía

### Anime
2014
- Rokujōma no Shinryakusha!? (Yurika Nijino)[5]
- Gekkan Shōjo Nozaki-kun (miembro del club de baloncesto femenino)[7]
- Nobunaga Concerto (Mori Rikimaru)[7]

2015
- Kūsen Madōshi Kōhosei no Kyōkan (Coela Viper)[7]
- Cross Ange (Marika)[7]
- Castle Town Dandelion (Chika)[7]
- Seiken Tsukai no World Break (Yuri Oregvitch Zhirkov)[14]
- Battle Spirits (Okuni Midoriyama, Kinoto)[2]

2016
- Kōkaku no Pandora [7]
- Hatsukoi Monster (Yui Nakamura)[7]
- Nijiiro Days (Aya Ōno)[7]
- Pan de Peace! (Noa Sakura)[6]
- Hundred (LiZA)[7]
- PriPara (Chiri Tsukikawa)[7]
- Mahou Shoujo Nante Mouiidesukara (Chiya Sakagami)[8]

2018
- Shichisei no Subaru (Asahi Kuga)[9]
- Jashin-chan Dropkick (Yurine Hanazono)[10]
- Otona no Bōguya-san (Mokuku)[15]

2019
- Ueno-san wa Bukiyō (Mizuna Tanaka)[16]
- Ameiro Cocoa[17]

2020
- Darwin's Game (Rain Kashiwagi)[18]
- Rikei ga Koi ni Ochita no de Shōmei Shite Mita (Ena Ibarada)[19]
- Jashin-chan Dropkick Dash (Yurine Hanazono)[20]
- Kiratto Pri☆Chan (Melpan)[21]
- Dokyū Hentai HxEros (Chacha)[22]

2021
- Sayonara Watashi no Cramer (Kei Hanabusa)[23]

2022
- Kenja no Deshi o Nanoru Kenja (Mira/Dunbalf Gandagore/Sakimori Kagami)[24]
- Rikei ga Koi ni Ochita no de Shōmei Shite Mita (Ena Ibarada)
- Tensei Kenja no Isekai Life (Higesura)[25]
- Jashin-chan Dropkick X (Yurine Hanazono)
- Do It Yourself!! (Jobko)[26]

2024
- Re:Monster (Hobsato)[27]

### Videojuegos
- Granado Espada (Charlotte)
- Kirara Fantasia (Harumi Hosono)
- Moe! Ninja Girls RPG (Iori Natsume)
- Crash Fever (Xibalbá)
- Girls' Frontline (Chauchat), (Six12)
- Crash Team Racing Nitro-Fueled (Yaya Panda)
- Azur Lane (Impero)
- Love on Leave (Hibiki Amakusa)[28]
- A Certain Magical Index: Imaginary Fest (Qliphah Puzzle 545)